# Jasmin Open 2024 - Qualificazioni singolare
Le qualificazioni del singolare femminile del Jasmin Open 2024 sono state un torneo di tennis preliminare per accedere alla fase finale della manifestazione disputate il 7 e 8 settembre 2024. Le vincitrici dell'ultimo turno sono entrate di diritto nel tabellone principale. In caso di ritiro di una o più giocatrici aventi diritto a queste sono subentrati le lucky loser, ossia le giocatrici che hanno perso nell'ultimo turno ma che avevano una classifica più alta rispetto alle altre partecipanti che avevano comunque perso nel turno finale.

## Teste di serie
1. Elsa Jacquemot (qualificata)
2. Julija Starodubceva (qualificata)
3. Zeynep Sönmez (qualificata)
4. Marija Timofeeva (qualificata)
5. Sonay Kartal (qualificata)
6. Antonia Ružić (qualificata)

1. Oksana Selechmet'eva (primo turno)
2. Elena Pridankina (ultimo turno)
3. Alëna Falej (ultimo turno, lucky loser)
4. Jodie Burrage (ultimo turno)
5. Alina Korneeva (ultimo turno)
6. Mariam Bolkvadze (ultimo turno, ritirata)

## Qualificate
1. Elsa Jacquemot
2. Julija Starodubceva
3. Zeynep Sönmez

1. Marija Timofeeva
2. Sonay Kartal
3. Antonia Ružić

### Lucky loser
1. Alëna Falej

## Tabellone

### Sezione 1
|  | Primo turno | Primo turno          | Primo turno     | Primo turno | Primo turno |  |  | Ultimo turno | Ultimo turno   | Ultimo turno   | Ultimo turno | Ultimo turno |  |
|  |             |                      |                 |             |             |  |  |              |                |                |              |              |  |
|  | 1           | Elsa Jacquemot       | Elsa Jacquemot  | 6           | 6           |  |  |              |                |                |              |              |  |
|  | WC          | Chahd Tourkhani      | Chahd Tourkhani | 2           | 1           |  |  | 1            | Elsa Jacquemot | Elsa Jacquemot | 6            | 6            |  |
|  |             | Sophie Chang         | 3               | 6           | 6           |  |  |              | Sophie Chang   | Sophie Chang   | 1            | 2            |  |
|  | 7           | Oksana Selechmet'eva | 6               | 1           | 3           |  |  |              |                |                |              |              |  |

### Sezione 2
|  | Primo turno | Primo turno         | Primo turno       | Primo turno | Primo turno |  |  | Ultimo turno | Ultimo turno        | Ultimo turno | Ultimo turno | Ultimo turno |  |
|  |             |                     |                   |             |             |  |  |              |                     |              |              |              |  |
|  | 2           | Julija Starodubceva | 5                 | 6           | 6           |  |  |              |                     |              |              |              |  |
|  |             | Amandine Hesse      | 7                 | 4           | 3           |  |  | 2            | Julija Starodubceva | 6            | 2            | 6            |  |
|  |             | Marina Mel'nikova   | Marina Mel'nikova | 2           | 3           |  |  | 9            | Alëna Falej         | 4            | 6            | 3            |  |
|  | 9           | Alëna Falej         | Alëna Falej       | 6           | 6           |  |  |              |                     |              |              |              |  |

### Sezione 3
|  | Primo turno | Primo turno      | Primo turno      | Primo turno | Primo turno |  |  | Ultimo turno | Ultimo turno     | Ultimo turno     | Ultimo turno | Ultimo turno |  |
|  |             |                  |                  |             |             |  |  |              |                  |                  |              |              |  |
|  | 3           | Zeynep Sönmez    | Zeynep Sönmez    | 7           | 6           |  |  |              |                  |                  |              |              |  |
|  |             | Magali Kempen    | Magali Kempen    | 62          | 3           |  |  | 3            | Zeynep Sönmez    | Zeynep Sönmez    | 7            | 6            |  |
|  | WC          | Nour Sahnoun     | Nour Sahnoun     | 0           | 0           |  |  | 8            | Elena Pridankina | Elena Pridankina | 6            | 2            |  |
|  | 8           | Elena Pridankina | Elena Pridankina | 6           | 6           |  |  |              |                  |                  |              |              |  |

### Sezione 4
|  | Primo turno | Primo turno       | Primo turno       | Primo turno | Primo turno |  |  | Ultimo turno | Ultimo turno     | Ultimo turno     | Ultimo turno | Ultimo turno |  |
|  |             |                   |                   |             |             |  |  |              |                  |                  |              |              |  |
|  | 4           | Marija Timofeeva  | Marija Timofeeva  | 6           | 6           |  |  |              |                  |                  |              |              |  |
|  |             | Camilla Rosatello | Camilla Rosatello | 2           | 4           |  |  | 4            | Marija Timofeeva | Marija Timofeeva | 6            | 7            |  |
|  |             | Martyna Kubka     | 4                 | 6           | 2           |  |  | 11           | Alina Korneeva   | Alina Korneeva   | 2            | 5            |  |
|  | 11          | Alina Korneeva    | 6                 | 4           | 6           |  |  |              |                  |                  |              |              |  |

### Sezione 5
|  | Primo turno | Primo turno      | Primo turno      | Primo turno | Primo turno |  |  | Ultimo turno | Ultimo turno     | Ultimo turno     | Ultimo turno | Ultimo turno |  |
|  |             |                  |                  |             |             |  |  |              |                  |                  |              |              |  |
|  | 5           | Sonay Kartal     | Sonay Kartal     | 6           | 6           |  |  |              |                  |                  |              |              |  |
|  | WC          | Ranim Rassil     | Ranim Rassil     | 2           | 4           |  |  | 5            | Sonay Kartal     | Sonay Kartal     | 6            |              |  |
|  |             | Ayla Aksu        | Ayla Aksu        | 4           | 5           |  |  | 12           | Mariam Bolkvadze | Mariam Bolkvadze | 0            | r            |  |
|  | 12          | Mariam Bolkvadze | Mariam Bolkvadze | 6           | 7           |  |  |              |                  |                  |              |              |  |

### Sezione 6
|  | Primo turno | Primo turno           | Primo turno           | Primo turno | Primo turno |  |  | Ultimo turno | Ultimo turno  | Ultimo turno  | Ultimo turno | Ultimo turno |  |
|  |             |                       |                       |             |             |  |  |              |               |               |              |              |  |
|  | 6           | Antonia Ružić         | Antonia Ružić         | 6           | 7           |  |  |              |               |               |              |              |  |
|  |             | Jacqueline Cabaj Awad | Jacqueline Cabaj Awad | 3           | 5           |  |  | 6            | Antonia Ružić | Antonia Ružić | 6            | 6            |  |
|  | WC          | Lina Soussi           | Lina Soussi           | 2           | 3           |  |  | 10           | Jodie Burrage | Jodie Burrage | 2            | 3            |  |
|  | 10          | Jodie Burrage         | Jodie Burrage         | 6           | 6           |  |  |              |               |               |              |              |  |